# Bahnstrecke Schönberg–Hirschberg
| Ausschnitt der Streckenkarte Sachsen (1902) |                         |                                |                                |
| Streckennummer: | 6657; sä. SH            |                                |                                |
| Kursbuchstrecke (DB): | 548 (1994)              |                                |                                |
| Kursbuchstrecke: | 144h (1934) 173c (1946) |                                |                                |
| Streckenlänge: | 19,940 km               |                                |                                |
| Spurweite: | 1435 mm (Normalspur)    |                                |                                |
| Maximale Neigung: | 25 ‰                    |                                |                                |
| Minimaler Radius: | 250 m                   |                                |                                |
| |                         |                                |                                |
| \| \| \| von Leipzig Bayer Bf \| \| \| \| 0,000 \| Schönberg (Vogtl) \| 515 m \| \| \| \| nach Hof Hbf \| \| \| \| 0,254 \| nach Schleiz \| nach Schleiz \| \| \| 3,767 \| Wisenta (17 m) \| Wisenta (17 m) \| \| \| 5,705 \| Unterkoskau \| 530 m \| \| \| 8,405 \| Tanna \| 571 m \| \| \| 14,068 \| Göttengrün-Gefell \| 598 m \| \| \| 16,158 \| Ullersreuth (Anst Rettenmeier) \| Ullersreuth (Anst Rettenmeier) \| \| \| 19,940 \| Hirschberg (Saale) \| 486 m \| \| \| \| Anst Lederfabrik Hirschberg \| \| |                         |                                |                                |
| Strecke |                         | von Leipzig Bayer Bf           | von Leipzig Bayer Bf           |
| Bahnhof | 0,000                   | Schönberg (Vogtl)              | 515 m                          |
| Abzweig ehemals geradeaus und nach links |                         | nach Hof Hbf                   | nach Hof Hbf                   |
| Abzweig geradeaus und nach rechts (Strecke außer Betrieb) | 0,254                   | nach Schleiz                   | nach Schleiz                   |
| Brücke (Strecke außer Betrieb) | 3,767                   | Wisenta (17 m)                 | Wisenta (17 m)                 |
| Haltepunkt / Haltestelle (Strecke außer Betrieb) | 5,705                   | Unterkoskau                    | 530 m                          |
| Bahnhof (Strecke außer Betrieb) | 8,405                   | Tanna                          | 571 m                          |
| Haltepunkt / Haltestelle (Strecke außer Betrieb) | 14,068                  | Göttengrün-Gefell              | 598 m                          |
| Bahnhof (Strecke außer Betrieb) | 16,158                  | Ullersreuth (Anst Rettenmeier) | Ullersreuth (Anst Rettenmeier) |
| Bahnhof (Strecke außer Betrieb) | 19,940                  | Hirschberg (Saale)             | 486 m                          |
| |                         | Anst Lederfabrik Hirschberg    |                                |

Die Bahnstrecke Schönberg–Hirschberg ist eine eingleisige Nebenbahn in Sachsen und Thüringen, die ursprünglich von den Königlich Sächsischen Staatseisenbahnen erbaut und betrieben wurde. Die seit 2012 verkehrslose Strecke verläuft von Schönberg (Rosenbach) nach Hirschberg (Saale).

## Geschichte
Zur besseren Verkehrserschließung ihres Staatsgebietes plante die Regierung des Fürstentums Reuß jüngerer Linie eine Bahnlinie, die von der Bahnstrecke Leipzig–Hof bei Schönberg abzweigen und bis Hirschberg an der Saale führen sollte. Eine schmalspurige Anschlussstrecke sollte zudem entlang der Saale die durchgehende Verbindung nach Lobenstein herstellen. 1885 schloss das Fürstentum Reuß jüngerer Linie einen Vertrag mit Sachsen zum Bau der Strecken. Wenig später plante die Preußische Staatsbahn ihrerseits eine eigene Strecke, welche von der Hauptbahn Leipzig–Saalfeld ausgehend nach Lobenstein führen sollte. Daraufhin wurde vom Projekt der Schmalspurbahn Abstand genommen, der Bau der regelspurigen Sekundärbahn nach Hirschberg wurde am 26. Juli 1890 mit einem Staatsvertrag vereinbart.
Im Juli 1891 begannen die Bauarbeiten, die recht rasch vorankamen, so dass die Strecke ein Jahr später fertiggestellt war. Am 1. Juli 1892 wurde die 19,94 km lange Strecke eröffnet.
Der Personenverkehr ist seit 29. Mai 1994 eingestellt, der Streckenabschnitt vom Abzweig des Anschlussgleises zum Sägewerk Rettenmeier (km 16,2) bis Hirschberg (Saale) ist seit 21. August 2000 stillgelegt. Der verbleibende Abschnitt wurde zunächst weiter unter Regie von DB Netz betrieben, im Dezember 2005 jedoch aus technischen Gründen gesperrt. Ein Tochterunternehmen des Sägewerks, die Rettenmeier Air & Rail Betriebs GmbH & Co. KG, pachtete die Verbindung daraufhin zum 1. September 2006 unter gleichzeitiger Umwandlung der öffentlichen Streckeninfrastruktur in ein Anschlussgleis. Nach einer im Frühjahr 2007 vorgenommenen Sanierung erfolgte Anfang Juni 2007 die Wiederinbetriebnahme.
Die Firma Rettenmeier wurde bis Mitte/Ende 2008 mehrmals die Woche von Ganzzügen verschiedener Eisenbahnverkehrsunternehmen angefahren. Seitdem gab es nur noch unregelmäßig Übergaben zum Sägewerk, seit 29. Juni 2012 findet auf der Strecke gar kein Verkehr mehr statt.
Im Jahr 2021 ist die Bahnstrecke nicht mehr durchgehend befahrbar. Bahnübergänge sind zum Teil bereits zugeteert (so im Fall des Bahnüberganges auf der Straße zwischen Tanna und Unterkoskau) oder wie im Fall des Bahnüberganges auf der ehemaligen Bundesstraße 2 bei Gefell durch Ausbau der Schienen komplett entfernt worden.

## Streckenbeschreibung

### Verlauf
Der Bahnhof Schönberg (Vogtl) liegt an der Bahnstrecke Leipzig–Hof. Die Strecke verlässt den Bahnhof gemeinsam mit der Bahnstrecke Schönberg–Schleiz in südwestlicher Richtung. Sie erreicht hinter Tanna ihren Scheitelpunkt an der Überquerung des Rosenbühls in etwa 610 m Höhe.
Kurz vor erreichen des Bahnhofes Göttengrün-Gefell macht die Strecke einen Bogen, um das einstige zum Königreich Preußen gehörige Gebiet nicht zu berühren. Das Gefälle bis zum Saaletal betrug 21 Promille.
Der Reiseverkehr nach Hirschberg wurde nach Errichtung der Staatsgrenze der DDR und der Einführung eines Sperrgebietes erschwert. Die Fahrgäste ohne gültigen Passierschein mussten in Tanna den Zug verlassen.

### Betriebsstellen
Schönberg (Vogtl) ⊙

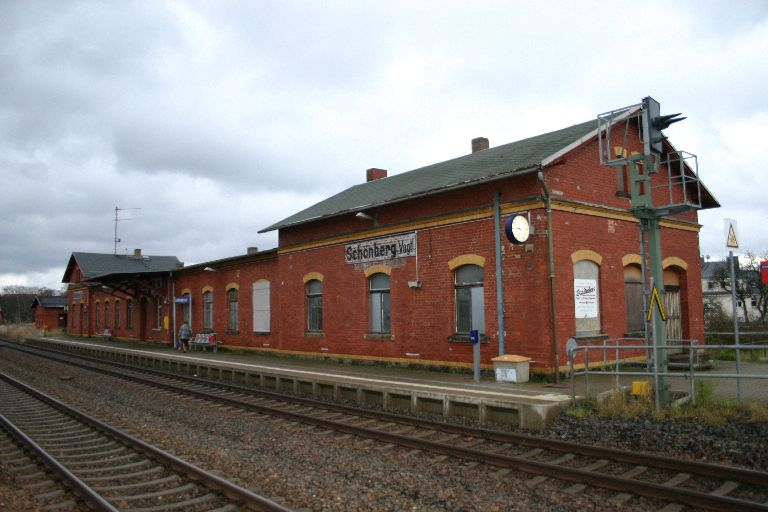
Bahnhof Schönberg (2006)

Bis zum Bau der Schleizer Bahnstrecke war in Schönberg nur eine unbedeutende Station an der Bahnstrecke Leipzig–Hof vorhanden. Ab 1886 entstanden ein einstöckiges Empfangsgebäude, ein Heizhaus und ein Kohleschuppen. Ein Güterschuppen war schon seit 1875 vorhanden. Mit dem Bau der Hirschberger Strecke wurde der Bahnhof Anfang des 20. Jahrhunderts nochmals vergrößert. Letztmals wurde der Inselbahnhof in den 1990er Jahren nennenswert umgebaut.
Unterkoskau ⊙

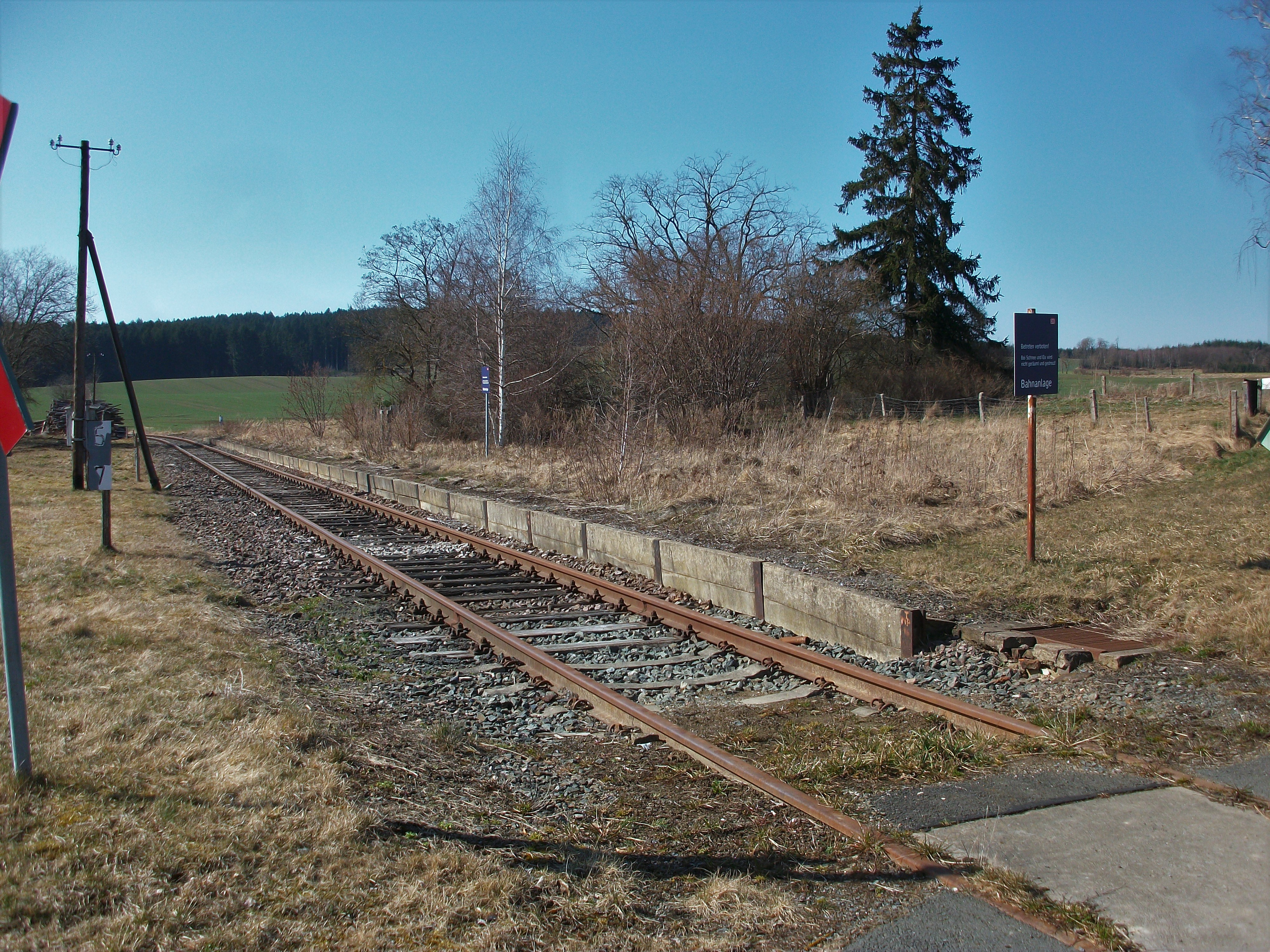
Haltepunkt Unterkoskau (2022)

Der Haltepunkt Unterkoskau wurde am 1. Juli 1892 als Haltestelle eröffnet und 1905 zum Bahnhof gewidmet. Nachdem 1933 eine Herabstufung zur Haltestelle erfolgte, wurde die Station seit dem 1. März 1967 als Haltepunkt geführt.
Das 1892 erbaute, zehn mal fünf Meter große Empfangsgebäude in Unterkoskau enthielt die Wartehalle mit Dienst- und Gepäckraum. Ein Freiabort und ein Wagenkasten ergänzte die Dienstgebäude. Das Stumpfgleis an einem der Gleise verlängerte die Ladestraße. Die Viehverladung erfolgte am Ende der Ladestraße. Im Jahr 2019 erfolgte der Abriss der steinernen Wartehalle. Mit der Einstellung des Personenverkehrs auf der Bahnstrecke Schönberg–Hirschberg ging die nordwestlich von Unterkoskau befindliche Station am 29. Mai 1994 außer Betrieb.
Tanna ⊙

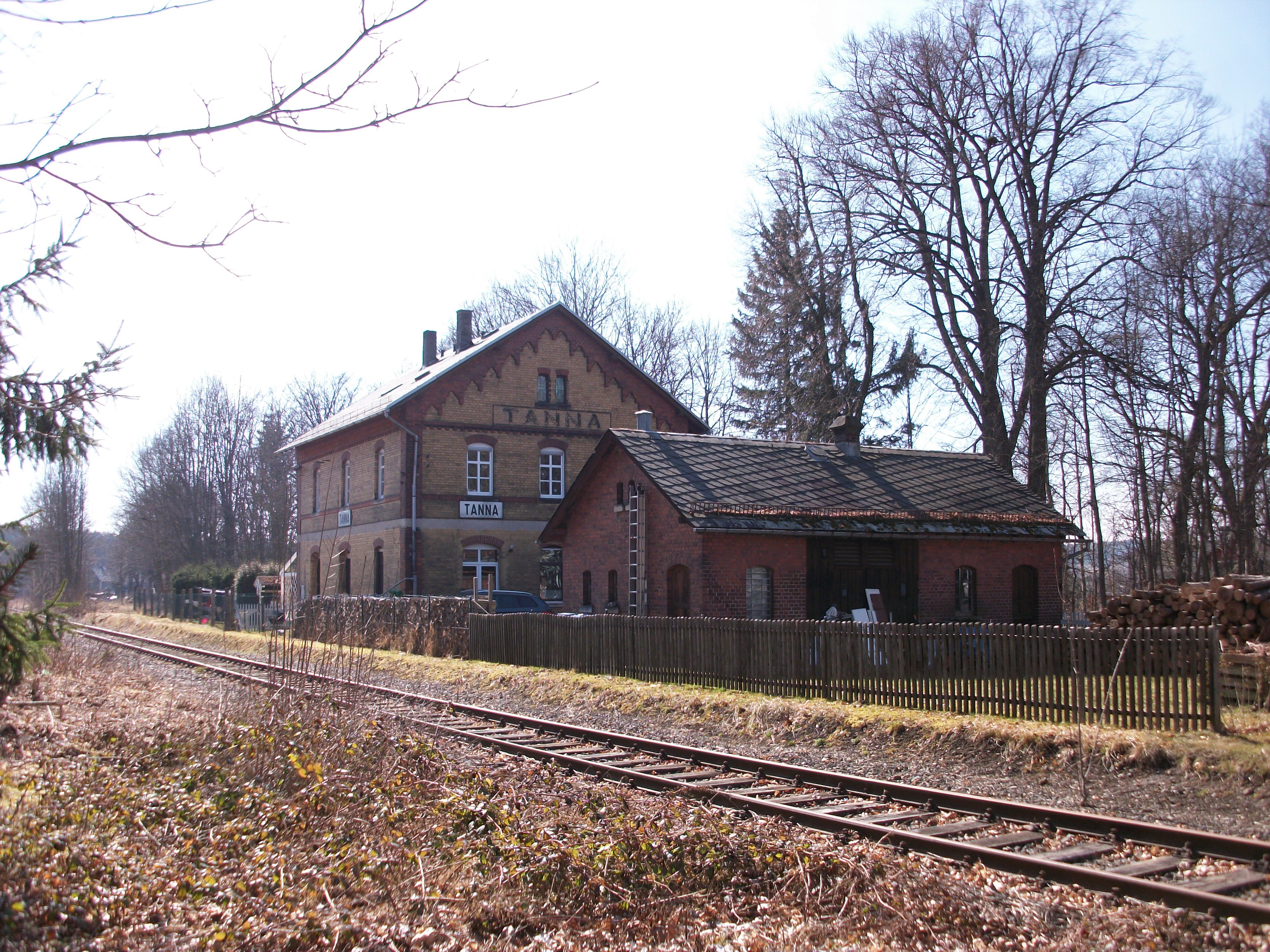
Bahnhof Tanna, Empfangs- und Nebengebäude (2022)

Der Bahnhof Tanna wurde am 1. Juli 1892 als Haltestelle eröffnet und 1905 zum Bahnhof gewidmet. Empfangsgebäude, Wirtschaftsgebäude, Güterschuppen, mehrere Wagenkästen, Lademaß und Gleiswaage machte Tanna zum größten Unterwegsbahnhof. Die großzügige Kopf- und Seitenrampe wurde zur Viehverladung genutzt. Tanna war für regelmäßige Viehmärkte bekannt. Die Bahngebäude waren ein Typenbau aus gelben Ziegelklinker. Am 1. September 1980 wurde die Station zur Haltestelle herabgestuft. Die Schließung der Fahrkartenausgabe erfolgte im Jahr 1990. Mit der Einstellung des Personenverkehrs auf der Bahnstrecke Schönberg–Hirschberg ging die im Südosten von Tanna gelegene Station am 29. Mai 1994 außer Betrieb.
Göttengrün-Gefell ⊙

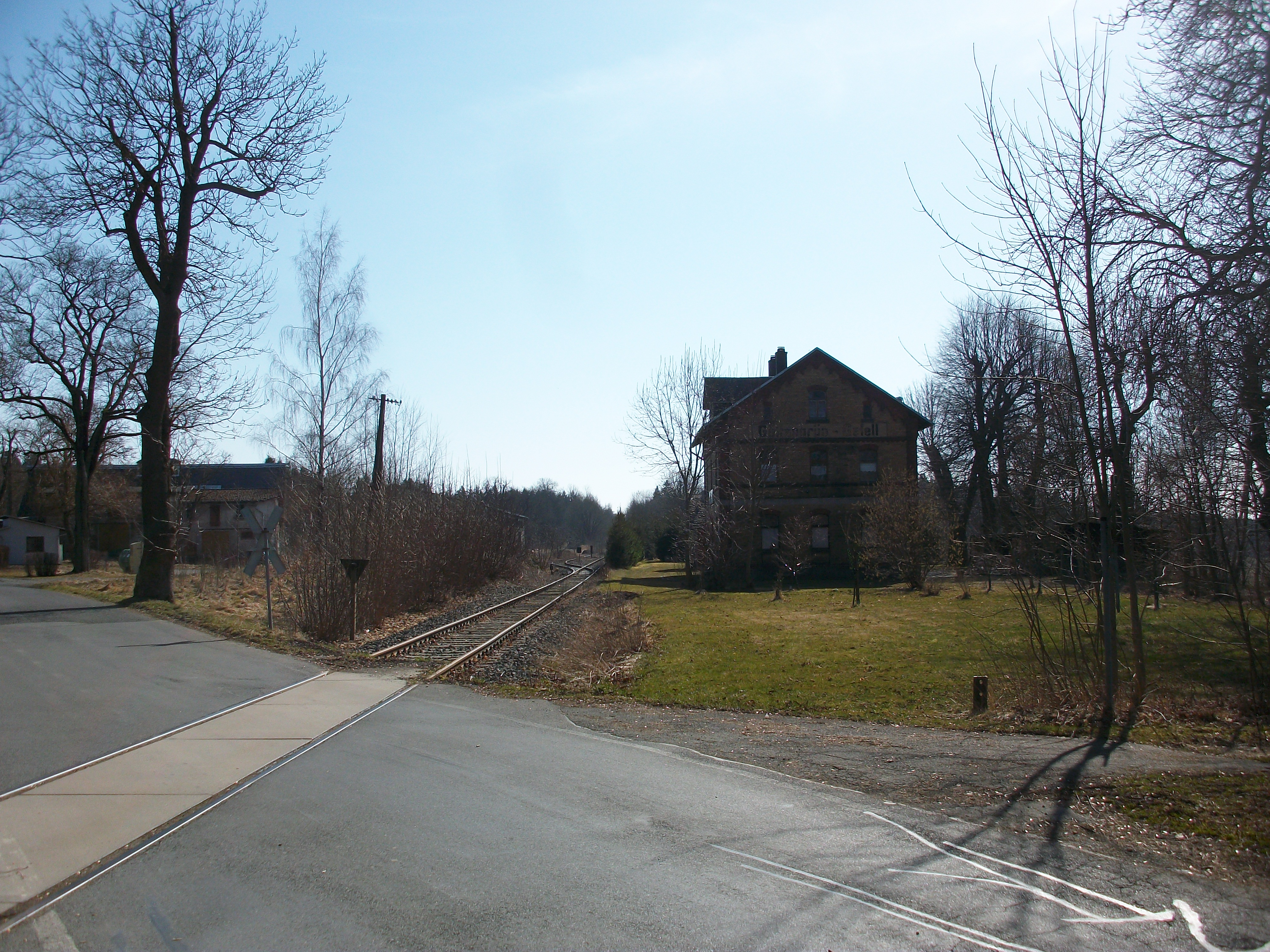
Haltepunkt Göttengrün-Gefell (2022)

Der Haltepunkt Göttengrün-Gefell wurde am 1. Juli 1892 als Haltestelle eröffnet und 1905 zum Bahnhof gewidmet. Nachdem 1933 eine Herabstufung zur Haltestelle erfolgte, wurde die Station später nur noch als Haltepunkt geführt.
In Göttengrün-Gefell war das Empfangsgebäude ein zweieinhalbgeschossiger Typenbau wie in Tanna. Im Erdgeschoss war der Dienst- und Wartebereich, im Obergeschoss wohnte der Bahnhofsvorsteher und im Dachgeschoss wohnte sein Stellvertreter. Zur Ausstattung der Station gehörte ein Geräteschuppen, der 18 Meter lange Güterschuppen und ein Brunnen. Berühmtheit erlangte auch das Bahnhofsrestaurant, in dem nicht nur Fahrgäste einkehrten. Die Station, die sich im Zentrum von Göttengrün befindet, wurde am 15. Mai 1926 von Göttengrün in Göttengrün-Gefell umbenannt. Die Gleiswaage wurde im Jahr 1967 und der Güterschuppen im Jahr 2003 abgerissen. Mit der Einstellung des Personenverkehrs auf der Bahnstrecke Schönberg–Hirschberg ging der Haltepunkt Göttengrün-Gefell am 29. Mai 1994 außer Betrieb.
Ullersreuth ⊙
Als Bahnhof Ullersreuth werden seit 2013 die Anlagen der Anschlussbahn der Firma Rettenmeier Holzindustrie Hirschberg am derzeitigen Streckenende bei Ullersreuth administrativ geführt. Die Anschlussbahn war 1995 zusammen mit der Errichtung des Werkes auf freier Strecke aufgebaut worden.
Hirschberg (Saale) ⊙

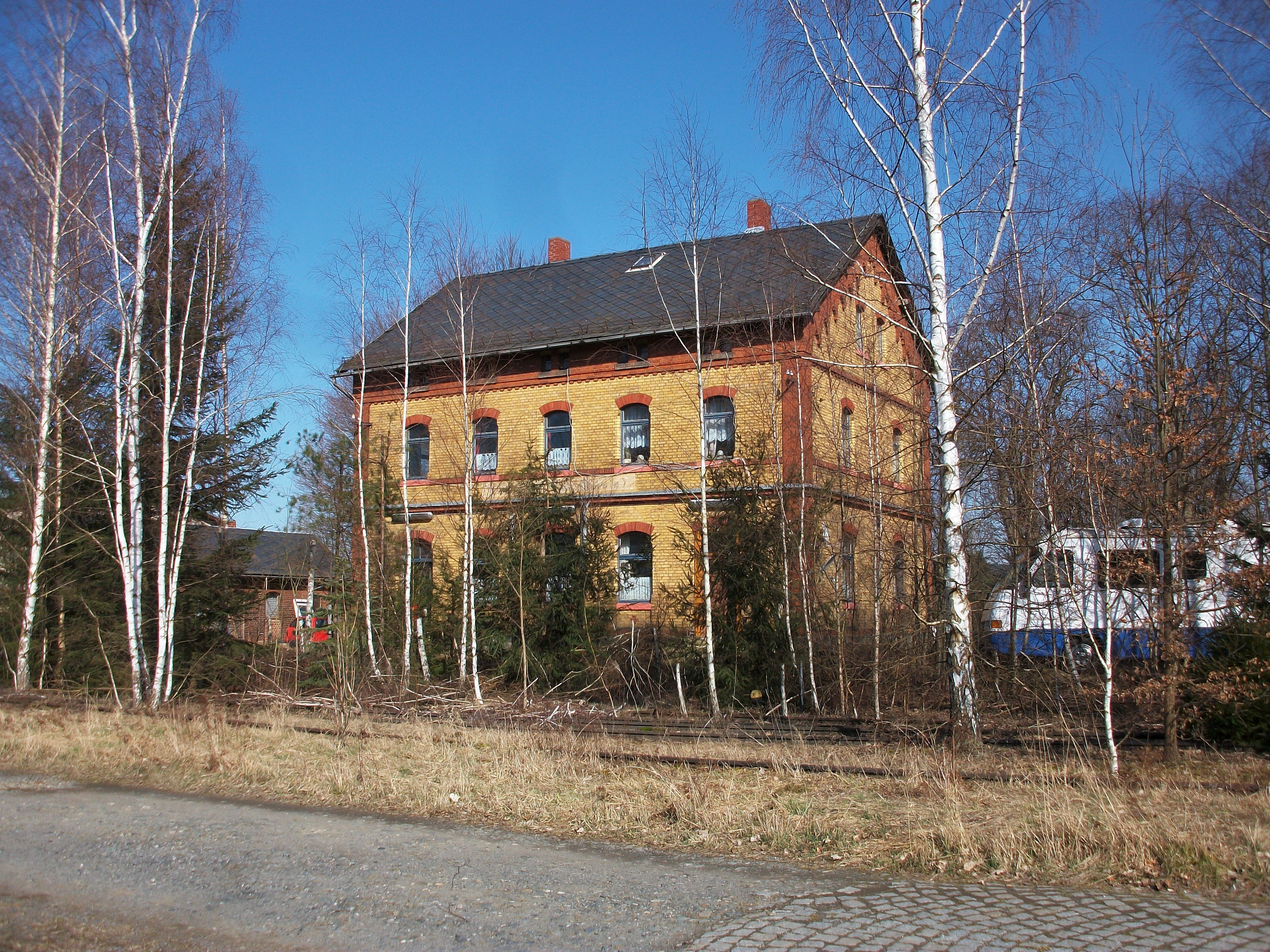
Bahnhof Hirschberg (Saale), Empfangsgebäude (2022)

Der Bahnhof Hirschberg (Saale) wurde am 1. Juli 1892 unter dem Namen Hirschberg a. d. Saale eröffnet. Seit dem 1. Juli 1907 trägt er den heutigen Namen. Das Empfangsgebäude in Hirschberg war auch der schon bekannte Typenbau. Dahinter lag das relativ schmale Wirtschaftsgebäude. Hieran schloss sich das zweiständige Heizhaus, mit je einem Untersuchungskanal an. Löschegrube, Sandlager, Kohlenschuppen und Wasserkran waren Bestandteil während der Dampflokzeit. Zum Traktionswechsel wurde neben dem Heizhaus eine Dieseltankstelle errichtet.
Im Bahnhofsbereich gab es zwei Anschlussbahnen, die mit einer Winde betrieben wurden.
In jeden der drei Anschlussgleise und in einem Gleis des Bahnhofes gab es eine Gleiswaage. Für den Güterverkehr gab es eine Kopf- und Seitenladerampe, einen 18 Meter langen Güterschuppen mit Expeditionsanbau und Lademaße.
Die Lagerhallen um den Bahnhof herum wurden von einer Lederfabrik und von einer Lohmühle benutzt.
Am Bahnhof begann die Anschlussbahn der Lederfabrik Hirschberg (vormals Heinrich Knoch), dem seinerzeit bedeutendsten Güterkunden an der Strecke. Die Produktion des Werkes endete 1992. Mit der Einstellung des Personenverkehrs auf der Bahnstrecke Schönberg–Hirschberg ging die im Nordwesten von Hirschberg gelegene Station am 29. Mai 1994 außer Betrieb.